# Alatri
Alatri là một thành phố ở tỉnh Frosinone trong vùng Lazio của Ý.

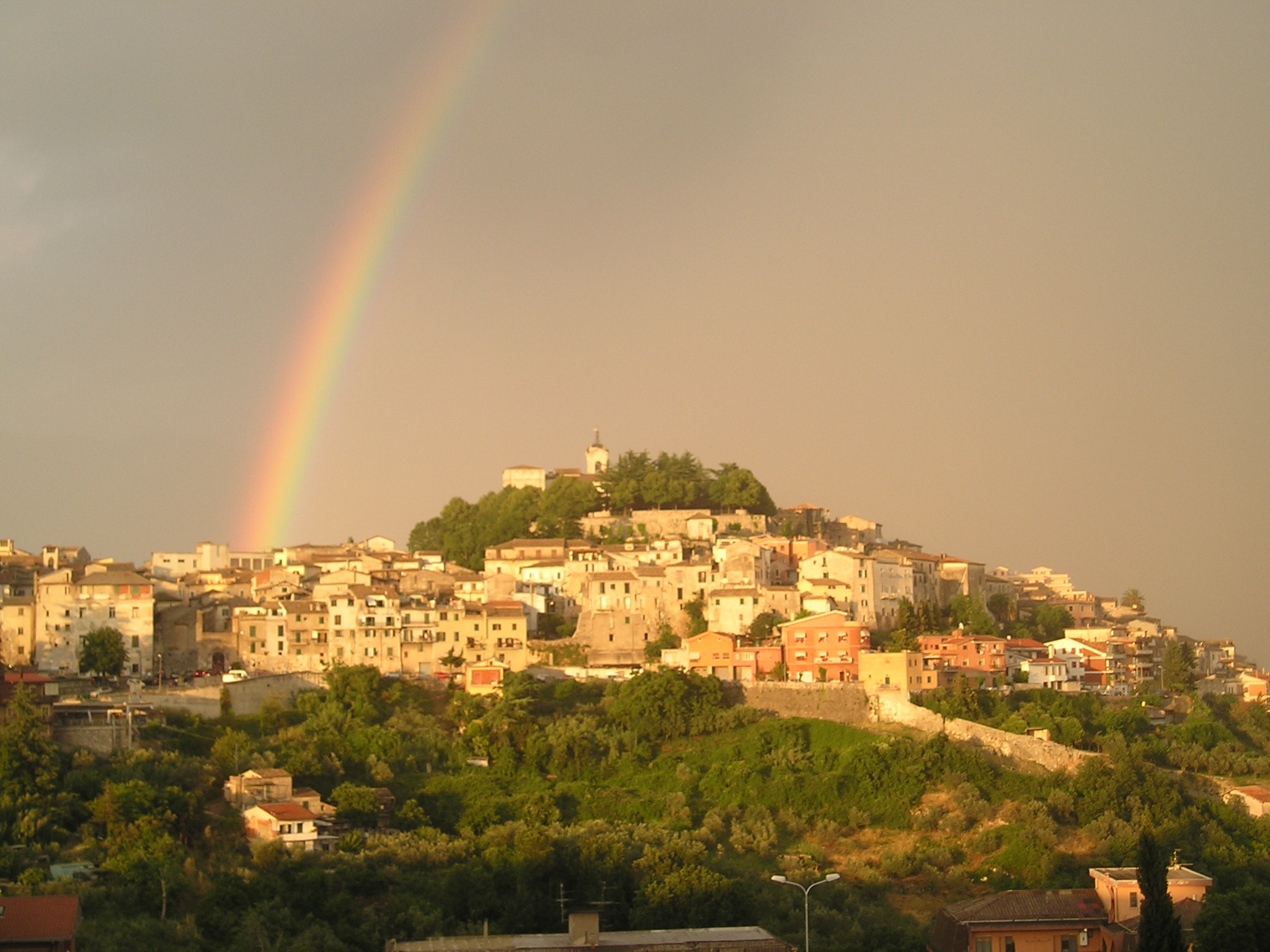
Alatri

Đô thị này có đơn vị dân cư trực thuộc: khu phố: Scurano, Valle, Colle, Fiorenza, Spidini, Vineri, Santa Lucia, Sant'Andrea, San Simeone, Civette. Các contrade: Chiappitto, Pacciano, Porpuro, Valle Santa Maria, Carvarola, Capranica, Fontana Vecchia, Maddalena, Piedimonte, Madonna delle Grazie, Melegranate, Montecapraro, Vignola, Valle Carchera, Montesantangelo, Montelarena, Pezza, Allegra, Basciano, Pignano, Castello, Collefreddo, Madonna del Pianto, Montelungo, Montereo, Monte San Marino, Pezzelle, Preturo, Sant'Antimo, San Valentino, Vallecupa, Vallefredda, Valle Pantano, Vallesacco, Valle S.Matteo, Villa Magna, Cassiano, Castagneto, Fraschette, Seritico, Santa Caterina, Vicero, Aiello, Canarolo, Collelavena, Costa San Vincenzo, Maranillo, Cavariccio, Colletraiano, Imbratto, Piano, S. Colomba, Scopigliette, Cucuruzzavolo, le Grotte, Magione, Mole Santa Maria, San Pancrazio, Vallemiccina, Sant'Emidio, Canale, Prati Giuliani, Quarticciolo, Quarti di Tecchiena, Tecchiena, Campello, Mole Bisleti, Cuione, Fontana Santo Stefano, Fontana Sistiliana, Frittola, S. Manno, Arillette, Collecuttrino, Colle del Papa, Laguccio, Montelena, Quercia d'Orlando, San Mattia, Carano, Fontana Scurano, Magliano, Cellerano, Fiume, Fiura, Fontana Santa, Riano, Abbadia, Case Paolone, Fontana Sambuco, Gaudo, Intignano, Colleprata
Đô thị này giáp các đô thị sau: Collepardo, Ferentino, Frosinone, Fumone, Guarcino, Morino, Trivigliano, Veroli, Vico nel Lazio.